# Platyja porphyrodes
Platyja porphyrodes là một loài bướm đêm trong họ Noctuidae.